# 사동구역
사동구역(寺洞區域)은 조선민주주의인민공화국 평양직할시의 19개 구역의 하나이자 동평양의 6개 구의 하나이다. 선사시대의 유적인 금탄리 유적과 고조선 후기의 것으로 추정되는 이헌리 고분이 있다. 인구는 2008년 기준으로 140,869명이다.

## 지리
대동강의 동안, 남강의 남안에 위치한다. 서쪽으로 대동강구역, 동대원구역, 선교구역, 남쪽으로 동쪽으로 남강을 사이에 두고 승호구역, 상원강을 사이에 두고 평안남도 상원군과 접하며 북쪽으로 대동강을 사이에 두고 대성구역과 접한다.

## 역사
- 해방전 대동군 율리면, 추을미면, 청룡면 및 중화군 상도면 일대에 해당했다.
- 1959년 12월 - 평양시 북구역에 편입되었다.
- 1959년 9월 - 북구역이 사동구역으로 개칭되었다.

## 행정 구역
13동 6리로 구성된다.
- 미림동 (美林洞)
- 남산동 (南山洞)
- 장천동 (將泉洞)
- 송신 1동 (松新 1洞)
- 송신 2동 (松新 2洞)
- 송신 3동 (松新 3洞)
- 송화 1동 (松華 1洞)
- 송화 2동 (松華 2洞)
- 두루 1동 (豆樓 1洞)
- 두루 2동 (豆樓 2洞)
- 휴암동 (休岩洞)
- 삼골동
- 석정동 (石井洞)
- 동창리 (東倉里)
- 오류리 (五柳里)
- 리현리 (梨峴里)
- 대원리 (大園里)
- 덕동리 (德洞里)
- 금탄리 (金灘里)